# Dali Benoit Yohoua
Dali Benoit Yohoua (ur. 10 sierpnia 1968 – zm. 11 stycznia 2011) – iworyjski piłkarz grający na pozycji napastnika. W swojej karierze rozegrał 7 meczów i strzelił 1 gola w reprezentacji Wybrzeża Kości Słoniowej.

## Kariera klubowa
W swojej karierze piłkarskiej Yohoua grał w klubie Africa Sports National.

## Kariera reprezentacyjna
W reprezentacji Wybrzeża Kości Słoniowej Yohoua zadebiutował 11 czerwca 1989 w zremisowanym 0:0 meczu eliminacji do MŚ 1990 z Algierią, rozegranym w Abidżanie. W 1990 roku powołano go do kadry na Puchar Narodów Afryki 1990. Na tym turnieju zagrał w dwóch meczach grupowych: z Algierią (0:3) i z Nigerią (0:1). Od 1989 do 1991 wystąpił w kadrze narodowej 7 razy i strzelił 1 gola.